# Willy Wonka & the Chocolate Factory
Willy Wonka & the Chocolate Factory (Willy Wonka y la fábrica de chocolate en Hispanoamérica y Un mundo de fantasía en España) es una película estadounidense de 1971 basada en el libro de Roald Dahl: Charlie y la fábrica de chocolate, dirigida por Mel Stuart y protagonizada por Gene Wilder en el papel principal de Willy Wonka.
El rodaje tuvo lugar en la ciudad de Múnich de agosto a noviembre de 1970. A Dahl se le atribuyó la escritura del guion de la película;  sin embargo, David Seltzer fue contratado para hacer una reescritura sin acreditar.  En contra de los deseos de Dahl, se realizaron cambios en la historia y otras decisiones tomadas por el director llevaron a Dahl a repudiar la película.  Los números musicales fueron escritos por Leslie Bricusse y Anthony Newley, mientras que Walter Scharf arregló y dirigió la partitura orquestal.
La película fue estrenada por Paramount Pictures el 30 de junio de 1971. Con un presupuesto de solo $ 3 millones, la película recibió críticas generalmente positivas, pero en la taquilla no le fue tan bien y solamente ganó $ 4 millones al final de su ejecución original.  En 1972, la película recibió una nominación al Premio de la Academia a la Mejor Banda Sonora Original, y Wilder fue nominado a un Globo de Oro como Mejor Actor en un Musical o Comedia. La película también presentó la canción "The Candy Man", que luego fue grabada por Sammy Davis Jr, y se convirtió en un éxito popular.  La película permaneció durante años en el olvido hasta la década de 1980, donde ganó muchísimos seguidores y se convirtió en una película de culto. La película nuevamente se hizo muy popular debido a las repetidas transmisiones televisivas y las ventas de videos caseros.
En 2014, la película fue seleccionada para su conservación en el Registro Nacional de Cine de los Estados Unidos.  En 2005 se hizo otra adaptación cinematográfica y al mismo tiempo remake con el mismo título que el libro original, Charlie y la fábrica de chocolate, con Johnny Depp interpretando a Willy Wonka. Una precuela, Wonka, de la adaptación de 1971 y dirigida por Paul King, se estrenó el 15 de diciembre de 2023.

## Argumento
Charlie Bucket es un niño pobre que vive con sus padres y sus cuatro abuelos, quienes están postrados en cama, en una pequeña casa. Charlie colabora con los escasos ingresos familiares repartiendo diarios y periódicos después de la escuela. La familia, junto con el resto del mundo, se entera de que el fabricante de dulces Willy Wonka ha escondido cinco boletos de oro entre sus chocolates Wonka. Aquellos que encuentren estos billetes especiales darán un recorrido completo de la mundialmente famosa, pero fuertemente custodiada fábrica de golosinas, así como conseguirán una fuente de chocolate para siempre. Charlie quiere tomar parte en la búsqueda, pero no puede permitirse el lujo de comprar grandes cantidades de chocolate, como la mayoría de los participantes. Pronto, encuentran cuatro de las entradas Augustus Gloop, un niño glotón de Dusselheim, Alemania; Veruca Salt, una niña mimada inglesa; Violet Beauregarde, una niña mascadora de chicles de Miles City, Montana; y Mike Teevee, un niño obsesionado por la TV de Marble Falls, Texas. A cada uno que encuentra el boleto, un hombre de aspecto siniestro le susurra algo al oído, al que escuchan con atención a pesar de sus preocupaciones con sus obsesiones particulares. Las esperanzas de Charlie se desvanecen cuando las noticias informan que ha aparecido el billete final, encontrado por un millonario de Paraguay.
Al día siguiente, cuando la fiebre por los boletos dorados decae, Charlie encuentra una moneda de plata en una alcantarilla y la utiliza para comprar una barra de Wonka. Al mismo tiempo, se corre la voz de que el billete encontrado por el millonario es falso. Cuando Charlie abre la barra, se encuentra el billete final real dentro, y regresa corriendo a casa a decírselo a su familia. Le detiene en el camino el mismo hombre que había sido visto en silencio hablando con los otros cuatro ganadores. El hombre se presenta a sí mismo como Arthur Slugworth, un confitero rival que intenta pagarle a Charlie por una muestra de la última creación de Wonka, el chicle eterno.
Un emocionado abuelo Joe se las arregla para salir de la cama con el fin de servir como guía de Charlie. Al día siguiente, Wonka saluda a los niños y sus tutores en las puertas de la fábrica y los lleva dentro, lo que requiere que cada uno firme un contrato para que la visita pueda comenzar. A pesar de las reservas de varios padres, firman el contrato. El interior de la fábrica es una maravilla psicodélica llena de ríos de chocolate, hongos comestibles gigantes, papel tapiz para chupar y otras invenciones ingeniosas y caramelos, así como los trabajadores de Wonka, los pequeños Oompa-Loompas, de piel naranja y pelo verde. A medida que el recorrido avanza, cada uno de los primeros cuatro niños se comporta mal, en contra de las advertencias de Wonka, dando lugar a graves consecuencias. Augustus es aspirado a través de un sistema de tubos de extracción de chocolate después de tratar de beber de un río de chocolate. Violet se transforma en un arándano gigante después de probar una pieza experimental de chicle "Cena tres platos". Veruca y su padre son rechazados como "huevos podridos" y caen por una rampa de basura hasta caer al vacío con los huevos de oro de chocolate descartados por la clasificadora. Mike es encogido a solo unos centímetros de altura después de ser transmitido por "Wonkavision", una tecnología de transmisión que puede enviar objetos a través de la televisión en lugar de imágenes. Los Oompa-Loompas cantan una canción después de cada accidente, sobre el mal comportamiento que describe a cada niño en particular.
Charlie también sucumbe a la tentación, junto con el abuelo Joe, ya que se quedan en la habitación de burbujas y prueban la muestra de bebidas efervescentes de elevación en contra de las órdenes de Wonka. Comienzan flotando hacia el cielo y casi son absorbidos por un extractor montado en el techo. Para evitar este destino macabro, deben eructar varias veces para volver a tierra. Wonka inicialmente parece no darse cuenta de este incidente.
Cuando Charlie se convierte en el único niño que permanece en la última gira, Wonka educadamente lo despide a él y al abuelo Joe y desaparece en su oficina, sin conceder a Charlie su suministro de por vida de chocolate. El abuelo Joe y Charlie entran en la oficina de Wonka a investigar. Allí, Wonka les dice que Charlie no recibe el premio porque rompió las reglas. Intrigado, el abuelo Joe niega haber visto ninguna regla.
Wonka, irritado, explica que había una cláusula de caducidad del contrato de Charlie y los otros cuatro ganadores del boleto firmado en el inicio de la gira de parte de Charlie en el robo de las bebidas efervescentes de elevación que violó el contrato, y por lo tanto no puede reclamar el premio. Wonka furiosamente rechaza a los dos.
El abuelo Joe sugiere que den a Slugworth el chicle en venganza. Sin embargo, Charlie no puede traicionar a Wonka y lo deja sobre la mesa.
Wonka se retracta de su pena y le pide perdón a sus huéspedes. Él revela que Slugworth es en realidad un empleado llamado Wilkinson, cuya oferta para comprar el chicle era una estratagema, una prueba de moralidad para los ganadores de entradas de Oro, y Charlie fue el único que pasó.
Wonka, Charlie y el abuelo Joe entran en la "Wonkacensor", un ascensor de cristal multi-direccional, y vuelan fuera de la fábrica en ella. A medida que se elevan sobre el pueblo, Wonka dice a Charlie que el premio real es la propia fábrica, que la búsqueda del ticket dorado fue concebida para ayudar a la búsqueda de Wonka de un niño honesto y digno de ser el heredero de su imperio de chocolate. Charlie y su familia residen en la fábrica para, finalmente, hacerse cargo de su operación cuando se retire.

## Personajes
- Gene Wilder como Willy Wonka.
- Peter Ostrum como Charlie Bucket.
- Rusty Goffe como un Oompa Loompa.
- Jack Albertson  como Abuelo Joe.
- Julie Dawn Cole como Veruca Salt.
- Paris Themmen como Mike Teavee
- Denise Nickerson como Violet Beauregarde.
- Diana Sowle como Mrs. Bucket.
- Dodo Denney como Mrs. Teevee.
- Michael Bollner como Augustus Gloop.
- Leonard Stone como Mr. Beauregarde.
- Roy Kinnear como Mr. Salt.
- Ursula Reit como Mrs. Gloop.
- Günter Meisner como Arthur Slugworth/Mr. Wilkinson.
- Aubrey Woods como Bill.
- David Battley como Mr. Turkentine.
- Peter Capell como Tinker.
- Werner Heyking como Mr. Jopeck.
- Peter Stuart como Winkelmann.
- Tim Brooke-Taylor como Computer Man.